# Siclo
Il siclo, o anche sciclo (in ebraico שקל‎?, shèqel, pl. שקלים, shqalìm; dal verbo ebraico "shaqal", che significa "pesare", dall'accadico shiqlu), è un'antica unità di peso in uso in Mesopotamia. Il valore è notevolmente variato nel tempo e nei diversi luoghi.
L'uso di unità di peso come unità monetarie era comune nel mondo antico fino al Medioevo e ne è rimasta traccia fino a oggi nel linguaggio: in inglese la parola pound indica sia la libbra sia la sterlina, mentre in italiano le parole lira e libbra derivano entrambe dal latino libra, "bilancia".
L'attuale moneta di Israele ha nome siclo (sheqel).

## Valori

### In Mesopotamia
In Mesopotamia valeva 8,40 grammi, cioè un sessantesimo di mina (che invece misurava 500 g).
Ai tempi dei Persiani, un siclo era valutato 1/16 di darico (7,5 oboli attici), cioè mezzo grammo di oro.

### Nel Levante
Nel Levante, un siclo valeva attorno ai 9 grammi. In Siria valeva 9,40 g.
Con lo stesso nome si indicavano monete sia in argento sia in oro del peso di un siclo. Sia i Fenici sia gli Ebrei battevano sicli. 
Il peso del siclo ebraico poteva variare tra i 10 e i 13 grammi. Un siclo valeva 20 ghere (Il siclo equivaleva a circa 11 grammi; la ghera circa 0,6 grammi). e cinquanta sicli formavano una mina. Un talento era pari a 3 000 sicli (circa 30–40 kg) come si ricava da Esodo 38, 25-26. L'armatura di bronzo del gigante Golia pesava 5 000 sicli (1 Samuele 17, 5), cioè 50 – 65 kg.
Si pensa che i "30 pezzi d'argento" di Giuda fossero sicli di Tiro. Un siclo d'argento era allora il salario giornaliero di un bracciante.

### Tra gli Ittiti
Presso gli Ittiti un siclo valeva 11,75 grammi.